# (29963) 1999 JH100
A (29963) 1999 JH100 egy kisbolygó a Naprendszerben. A LINEAR projekt keretében fedezték fel 1999. május 12-én.